# ميس كمر
ميس كمر (2 تموز/يوليو 1978 -)، ممثلة ولاعبة كراتية عراقية.

## حياتها الخاصة
ولدت في بغداد من أب عراقي من سامراء وأم عراقية من أصول هندية تنحدر من عائلة فنية ورياضية، والدها كمر عبد جاسم ربّاع دولي ومصمم ملابس، والدتها سهام محمد كانت تعمل بوزارة الصحة مهتمة بالرياضة وخالها مهدي محمد صالح حكم دولي في كرة القدم  هي الأخت الوسطى لثلاثة شقيقات الكبرى سوزان والصغرى، لبنى فنانة بطلة رياضية توجت بطلة آسيا للجمباز وشاركتها في عملين من خلال الدراما العراقية وهما: (متى ننام) و (بقايا الحب) وهما من إخراج الفنان حسن حسني ولديها شقيقات من زواج والدها الثاني يسرا التي تقيم في كندا.

### انطلاقتها
بدأت بتعلم رياضة الجودو في سن السادسة، دخلت التمثيل في سن الثانية عشرة والتحقت بفريق التمثيل بالمدرسة. كما انضمت إلى فريق الكاراتيه والجمباز بأحد النوادي بالعراق، وهكذا تمكّنت من التوفيق بين دراستها والرياضة، بدايتها الفنية في سن السابعة عشرة عندما كانت ضمن فريق التمثيل الذي قدم العرض المسرحي "هاملت" في إحدى الحفلات المدرسية الثانوية شاهدها أحد المخرجين فعرض على العمل كموديل إعلانات، ورحبت بالفكرة التي كانت بدايتها إلى عالم الأضواء، وقدمت الكثير من الإعلانات الخاصة بأنواع السلع التجارية المختلفة وخصوصاً أدوات التجميل، أول عمل قدمته كان مع الفنان راسم الجميلي في مسرحية الإمبراطور عام 1992، قدمت العديد من الأعمال المسرحية ثم اتجهت إلى التلفزيون، شاركت في مسلسلات وأعمال تلفزيونية مع مخرجين مهمين: كمحسن العلي، كارلو هارتيون وخيرية المنصور تنوعت بين الكوميدي والتراجيدي، وقعت عقد احتكار مع قناة الشرقية العراقية لمدة خمس سنوات، قدمت العديد من أهمها مسلسل «الحكو مات» عام 2007 وحقق لها شهرة واسعه على مستوى العراق وأم ستوري الذي نالت عليه جائزة في مصر، رفضت عروضًا في السينما المصرية لإحتوائها على مشاهد "إباحية" لكونها من بلد تحكمه العادات والتقاليد، ولديه خطوط حمراء لا تتجاوزها".

### حياتها الأسرية
تزوجت من لاعب كرة القدم العراقي سابقاً حمزة هادي محسن ولديها ابنة وحيدة اسمها جاردينيا لكنهما انفصلا.

### بدايتها الفنية
بدأت كممثلة إعلانات، ثم قدمت أدواراً بسيطة من بداية تسعنيات القرن العشرين دخلت الفن عن طريق الرياضة بفضل الفنان العراقي الراحل راسم الجميلي الذي يعد أول من أخذ بيدها، وكان له الفضل في صقل موهبتها وتشجيعها، حيث رشحها لأداء دور في مسرحية «الإمبراطور» حيث شاركت فيها كلاعبة كاراتيه وأثناء العرض صادفها موقف طريف حدث لها مع راسم الجميلي حيث تسببت بالخطأ في إطاحة طاقم الأسنان الخاص به على جمهور المسرح بعد أن وجهت له ضربة بقدمها جعلته يوقف العرض ويطلب من الجمهور مساعدته في البحث عن طاقم أسنانه، شاركت كموديل في فيديو كليب «علموك» للفنان فاروق الخطيب عام 1994 وكليب «المواجع» للفنان باسل العزيز عام 1995 ، قدمت العديد من الأعمال في المسرح أبرزها مسرحية (إنت فين والحب فين) من تأليف وإخراج عمران التميمي،
بعد العام 2003 شاركت بالعديد من الأعمال العراقية مسلسل الحكو مات، حيث ركبت موجة التنافس السياسي وسعي المعارضين للحكومة في العراق. قامت بتمثيل عدد من المسلسلات مثل انباع الوطن وأبو حقي، من إنتاج قناة الشرقية، شاركت في العديد من المسلسلات اللبنانية ومنها مسلسل «أفكار» مع نشوى مصطفى وعلاء زينهم، وكذلك مسلسل بعنوان «سبعة نجوم» مع علاء مرسي، ومسلسل عراقي لبناني مشترك بعنوان «حتى نلتقي» وهو يضم مجموعة من الفنانين والفنانات من العراق ولبنان.

### نشاطها الرياضي واعتزالها
نشأت في أحضان أسرة رياضية وانضمت إلى صفوف المنتخب الوطني للجمناستيك، وحققت إنجازات عديدة حيث حازت على لقب أفضل لاعبة كاراتيه على مستوى العراق لعام 1992 وكانت تشرف على تدريب فريق نادي الأعظمية الرياضي للجمناستك. والتحقت بكلية التربية الرياضية، وفي المرحلة الثانية من دراستها اتجهت إلى عالم الفن بدأت برياضة «الجودو» بدأت قبل أن تحترف الفن في سن السادسة، دخلت المجال الفني وعملت كمدربة جودو وحكم لمباريات كانت تُقام في العراق، وحاصلة على الحزام الأسود. اعتزلت لاحقا بسبب إصابتها بتمزق في أربطة الكتف بعد حملها الحقائب الثقيلة وكثرة ترحالها من بلد لآخر هربا من التوترات الأمنية في وطنها».

### مغادرتها للعراق
غادرت العراق مع عائلتها عام 2005 بسبب أعمال العنف التي شهدها الشارع العراقي بعد اختطافها مع ابن أختها الصغير لمدة سبع ساعات حيث تم تحريرها بمساعدة شابين من البصرة للهروب قبلها ضرب منزلها بالرشاشات ولاحقتها سيارات الطائفيين وتم تهديدها بالقتل من قبل مجهولين بعد مشاركتها في برامج تلفزيونية تنتقد الوضع في العراق ما أثار حفيظة البعض في الأوساط السياسية والدينية، ونتيجة ظروف العمل الصعبة أثناء التصوير تحت فوهات البنادق، خصوصا عند تصوير مسلسل حب وحرب حينما وجدوا جثة في مكان التصوير، وواصلوا دون توقف لأنهم لا يضمنون بعد ذلك العودة للتصوير مجددا في نفس المكان، منتقلة إلى سوريا حيث قدمت عدة أعمال عراقية صوّرت هناك ولاحقا إلى أربيل.

### لقاءها بالفنانة زينب الضاحي
التقت مع الفنانة زينب الضاحي عام 2007 أثناء تصوير مسلسل كاريكتر، واجهت انتقادات من الناس كونها خائنة للكويت أثناء الغزو العراقي للكويت عندما جاءت للكويت ووضحت أنها لم ترها إلّا على شاشة التلفاز وجاء بها الفنان العراقي خليل إبراهيم للمخرج وقال له «هنالك ممثلة بالكويت ونجمة معروفة تمر في ظرف مادي صعب جدا»، كانوا يتعاملون معها بشكل إنساني، فهي كانت امرأة معها طفلة صغيرة تجلس بالشارع وتتسول في بعض المناطق السورية والعراقية، وكانت منهارة تماما، ولم تسأل عن سبب قدومها والتفاصيل، لكن قرروا أن تعمل معنا كمساعد لعشرين حلقة، وبعدها لم يكن لها أي اتصال معها ما عدا السلام وأنها تحب الكويت ولديها صداقات قديمة قُطعت بعد العام 1990 نظرا للظروف السياسية بين البلدين

### دخولها للساحة الخليجية ومشاركتها في مسلسل أبو الملايين
انطلاقتها خليجيا كانت من دولة الكويت بعدما وقع اختيار الفنان الكويتي عبد الحسين عبد الرضا لها لتكون البطل الرابع لمسلسله أبو الملايين بعام 2013 بعدما شاهدها في المسلسل العراقي أم ستوري، وأحسَّ بأنها الشخصية المناسبة للدور حيث جسّدت دور امرأة عراقية تعيش بالكويت وبالفعل شاركت ما جعل الصحف الكويتية تتنقد قرار الفنان عبد الحسين عبد الرضا لاختيارها بالتمثيل بالمسلسل، وانتقدت الإعلامية مي العيدان اختيارها من الفنان عبد الحسين عبد الرضا بعد ذلك شاركته للمرة الثانية في مسلسل العافور، أول عمل مسرحي قدمته في الكويت كان مسرحية الياخور إلى جانب الفنانين حسن البلام، جمال الردهان وأحمد العونان حققت شهرة وانتشارا أوسع في الخليج والوطن العربي.

## أعمالها

### في المسرح
- 1992: مسرحية الإمبراطور (أول عمل قدمته مع الفنان راسم الجميلي[24]
- 1993: إيدك على جيبك
- 1994: خمسة في المصيدة
- 1996: القزم وبنت الطحان
- 1996: مجموعة الملكية التجارية
- 2000: الهباشة
- 2000: شفت بعيني محد كلي
- 2000: ابن البلد
- 2001: ليل وفرفشة
- 2001: قمر حبيبتي
- 2001: الباب العالي
- 2001: إنت فين والحب فين
- 2002: مدينة تحت الجذر التكعيبي
- 2002 الفاسقات
- 2003: الأسود والأبيض
- 2003: باي باي أمريكا
- 2006: خريف الجنرالات [25]
- 2006: نيولوك[26]
- 2006: أطوار تصعد إلى السماء
- 2008: يمة بغداد
- 2009: هوم سك
- 2011: في انتظار البرابرة
- 2011: الملك يموت
- 2013: انتبه قد يحدث لك هذا
- 2014: الياخور
- 2015: مر يا حلو
- 2016: قلب للبيع
- 2017: ولد بطنها
- 2018: ريوس
- 2019: صلبوخ وعائلته الكريمة[27]
- 2019: عنتر المفلتر
- 2019: روميو وجوليت
- 2022:شقة لندن[28]
- 2024:الطقاقة

### في التلفزيون
- 1995: سيد البيت
- 1995: أمنيات النساء
- 1995:مضت مع الريح
- 1995: صخر القلوب
- 1996 خطوط ساخنة
- 1996: حلبة القانون
- 1996: رقصة الوداع
- 1996: كبرياء وهوى
- 1997: حكاية من الزمن الصعب
- 1998: عالم الست وهيبة
- 1998: السياب
- 1998: اللاهثون
- 1999: سيد البيت
- 1999 : الوصية
- 1999: جراح العيون
- 1999: سوق الجواهر
- 1999: سور الضباب
- 2001: حكايات للرياحين
- 2000: رجال فوق الشبهات
- 2002:ظرفاء ولكن
- 2002:لو كنت القاضي
- 2003: حب و حرب الجزء الأول
- 2003: عشفنا وشفنا
- 2005: هذا هو الحب
- 2005: شموع خضر الياس
- 2005: ثمنطعش
- 2006: أفكار
- 2006: مطلوب زوجة حالاً
- 2007: برنامج مات الحكو ج1
- 2009: L.M.B
- 2006:الغدر
- 2006: ألوان الرماد
- 2006: مبروك ولكن
- 2007: أنباع الوطن
- 2007: جحيم الفردوس
- 2007: كاريكتر
- 2007: المواطن جي
- 2008: نجوم الظهر
- 2008: غرباء الليل
- 2008: الباشا
- 2008 أبو حقي
- 2009: اعلان حالة حب
- 2010: ورشة الوراد
- 2011: زي العسل[26]
- 2011: أيوب
- 2011: رجال وقضية
- 2011: قيس وليلى
- 2011: دورة الزمن
- 2011: متى ننام
- 2012: أكبر جذاب الجزء الأول
- 2012: م. م
- 2012: فندق سبعة نجوم
- 2009: أم ستوري
- 2012: بقايا حب
- 2012: مذكرات سعدون
- 2013: أبو الملايين
- 2014: العافور
- 2014: عيد وشجن
- 2014: بقلاوة
- 2014: فيللا الأميرات
- 2014: واي فاي 3
- 2015: سوبر محصل
- 2015: حارش وارش
- 2016: سنابات
- 2016: جميل ومستحيل
- 2016: على ذمة التحقيق
- 2016:حكايات: أحلام وردية
- 2017:ليش يا جارة
- 2017:سماء صغيرة
- 2017:بو طبيع
- 2017:كحل أسود قلب أبيض [29]
- 2018: جاب شات
- 2018: سموم: المعزب 2
- 2018: بطران
- 2019: حدود الشر
- 2019: عذراء
- 2019: هايبر لوب
- 2020: قرقاشة 2
- 2020: عافك الخاطر
- 2020: درويشيات
- 2020: مفتاح القفل
- 2020: آل ديسمبر
- 2021: مطر صيف
- 2021: يجيب الله مطر
- 2021: وأنا أحبك بعد
- 2021: ياما كان وكان
- 2021: أمر إخلاء 2
- 2021: مكان آمن للحب
- 2021: دار غريب
- 2022: ساعي البريد
- 2022: لعبة السعادة
- 2022: لغز 1990
- 2022: دينار نصيب مختار
- 2022: دافي الشعور
- 2023: لميس وجمعة
- 2023: فنطاس
- 2024: منت رايق
- 2024: سحيلة بنت عديل
- 2024: هم يضحك
- 2025: أم 44

### أداء صوتي
- 2011: العتاك - أم جمعة العتاك (ام عتوكي).

### في السينما
- 1996: حنافيش
- 1996: شجرة الزيتون
- 1996: شكوك
- 1996: الحب والسيف
- 1998: مخالب النمر
- 1998: الشوارع الخلفية
- 1999: طمع الأشرار
- 2017: خميس وجمعة[30]
- 2018: أمنية عمري
- 2018: إيكاروس[31]
- 2022:الدوشك

### تقديم البرامج
- 2018: سوالف ضحى: قناة الشاهد

## أهم المهرجانات التي شاركت فيها
- 2003: مهرجان قرطاج المسرحي - مسرحية (رؤيا أخيرة)  تونس

## الجوائز والتكريمات
- 1992،1993: حازت على لقب أفضل لاعبة كاراتيه على مستوى العراق  العراق
- 2003: جائزة أفضل عمل متكامل - مهرجان قرطاج المسرحي - مسرحية (رؤيا أخيرة)  تونس .
- 2009: جائزة أفضل ممثلة في العراق مناصفة مع زميلة لها عن مسلسل أم ستوري  العراق
- 2009: جائزة أفضل ممثلة عربية (مهرجان القاهرة) عن دورها في مسلسل أم ستوري  مصر
- 2014: أفضل فنانة كوميدية خلال (مهرجان المميزون) عن مسلسل: العافور  الكويت [32]
- 2015: جائزة أفضل ممثلة كوميدية ضمن (مهرجان المميزون) عن دورها في مسلسل (حارش وارش)  الكويت [33]
- 2016: جائزة أفضل ممثلة كوميدية ضمن (مهرجان المميزون) عن دورها في مسلسل (جميل ومستحيل)  الكويت
- 2016: جائزة أفضل ممثلة كوميدية ضمن (مهرجان المسرحيون) عن دورها في مسرحية (قلب للبيع)  الكويت
- 2017: تكريم من مهرجان دعم السياحة في مصر  الكويت
- 2017: جائزة أفضل ممثلة كوميدية ضمن (مهرجان المميزون) عن دورها في مسلسل (كحل أسود قلب أبيض أبو طبيع)  الكويت
- 2017: أفضل فنانة كوميدية خلال (مهرجان المسرحيون) عن مسرحية ولد بطنها  الكويت
- 2019 : جائزة التميز من مهرجان المميزون عن دورها في مسلسل حدود الشر[34] الكويت
- 2019: أفضل ممثلة من مهرجان نجوم الفن والإعلام عن دورها في مسلسل حدود الشر  الكويت
- العراق: تكريم ولقب سفيرة الدراما العراقية من مهرجان الهلال الذهبي بدورته الثالثة 2021

## روابط خارجية
- ميس كمر على موقع قاعدة بيانات الأفلام العربية